# Escalada en los Juegos Europeos de Cracovia 2023
La escalada en los III Juegos Europeos se realizó en el Centro de Escalada de Tarnów (Polonia) del 22 al 25 de junio de 2023.
En total fueron disputadas en este deporte seis pruebas: tres masculinas y tres femeninas.

## Medallistas

### Masculino
| Evento                   | Oro                                  | Plata                                 | Bronce                             |
| ------------------------ | ------------------------------------ | ------------------------------------- | ---------------------------------- |
| Dificultad (24 de junio) | Diego Fourbet · Francia · 39         | Giorgio Tomatis · Italia · 38+        | Mathias Posch · Austria · 38       |
| Velocidad (23 de junio)  | Lukas Knapp · Austria                | Marceau Garnier · Francia             | Marcin Dzieński · Polonia          |
| Bloques (25 de junio)    | Thomas Lemagner · Francia · 2T4z 6 8 | Edvards Gruzītis · Letonia · 2T3z 3 7 | Julien Clémence · Suiza · 2T2z 6 4 |

### Femenino
| Evento                   | Oro                               | Plata                             | Bronce                                  |
| ------------------------ | --------------------------------- | --------------------------------- | --------------------------------------- |
| Dificultad (24 de junio) | Camille Pouget · Francia · 43+    | Zélia Avezou · Francia · 42+      | Tereza Širůčková · República Checa · 39 |
| Velocidad (22 de junio)  | Natalia Kałucka · Polonia         | Aleksandra Mirosław · Polonia     | Beatrice Colli · Italia                 |
| Bloques (25 de junio)    | Zélia Avezou · Francia · 4T4z 9 9 | Giulia Medici · Italia · 2T3z 2 3 | Lucija Tarkuš · Eslovenia · 2T3z 9 10   |

## Medallero
| Núm. | País            | Oro | Plata | Bronce | Total |
| ---- | --------------- | --- | ----- | ------ | ----- |
| 1    | Francia         | 4   | 2     | 0      | 6     |
| 2    | Polonia         | 1   | 1     | 1      | 3     |
| 3    | Austria         | 1   | 0     | 1      | 2     |
| 4    | Italia          | 0   | 2     | 1      | 3     |
| 5    | Letonia         | 0   | 1     | 0      | 1     |
| 6    | Eslovenia       | 0   | 0     | 1      | 1     |
| 6    | República Checa | 0   | 0     | 1      | 1     |
| 6    | Suiza           | 0   | 0     | 1      | 1     |
|      | TOTAL           | 6   | 6     | 6      | 18    |